# Trading Yesterday
Uzasadnienie: Dwa hasła dotyczące tego samego zespołu przed i po zmianie nazwy
Trading Yesterday – amerykański zespół grający rock alternatywny czy też pop-rock, uformowany w 2003 roku.

## Historia
W maju 2003 roku David i Mark Colbert podczas obiadu w IHOP zdecydowali o powstaniu zespołu. Razem wykupili apartament, w którym zaczęli tworzyć muzykę. Później dołączył Steven McMorran, który miał podobne plany.
15 maja 2004 roku, Trading Yesterday stworzył swoją pierwszą płytę - "The Beauty and the Tragedy", która została nagrana w apartamencie Davida. Potem podpisali umowę z firmą Epic Records, która latem 2005 roku wypuściła ich pierwszy singel - "One Day".
Pod koniec 2005 roku zespół rozwiązał kontrakt z amerykańską wytwórnią muzyczną Epic Records.
27 czerwca 2006 roku odszedł współzałożyciel zespołu Mark Colbert z powodu kariery w audioinżynierii.
W październiku 2006 roku Trading Yesterday zagrał na otwarcie pokazu Chrisa Tomlina.
Druga płyta zespołu Trading Yesterday - More Than This nigdy nie została oficjalnie wypuszczona, a w grudniu 2006 roku pojawiła się w internecie. Na płycie pojawiło się siedem utworów z debiutanckiej płyty The Beauty and the Tragedy, które zostały nieco zmienione. Są to takie utwory jak: "One Day", "She Is the Sunlight", "Love Song Requiem", "For You Only", "World on Fire", "The Beauty & the Tragedy" i "Shattered". Głównym przesłaniem płyty tak jak pierwszej  (debiutanckiej) jest miłość, która zabija i ratuje.
W lipcu 2007 roku, zespół Trading Yesterday zmienił nazwę na The Age of Information.

## Dyskografia
- 2004 The Beauty and the Tragedy
  - One Day, singel, 2005
- 2006 More Than This